# Georg Rost
Georg Rost (Wurtzburgo, 26 de fevereiro de 1870 — Wurtzburgo, 23 de setembro de 1958) foi um matemático alemão.